# Raindrops Keep Fallin’ on My Head

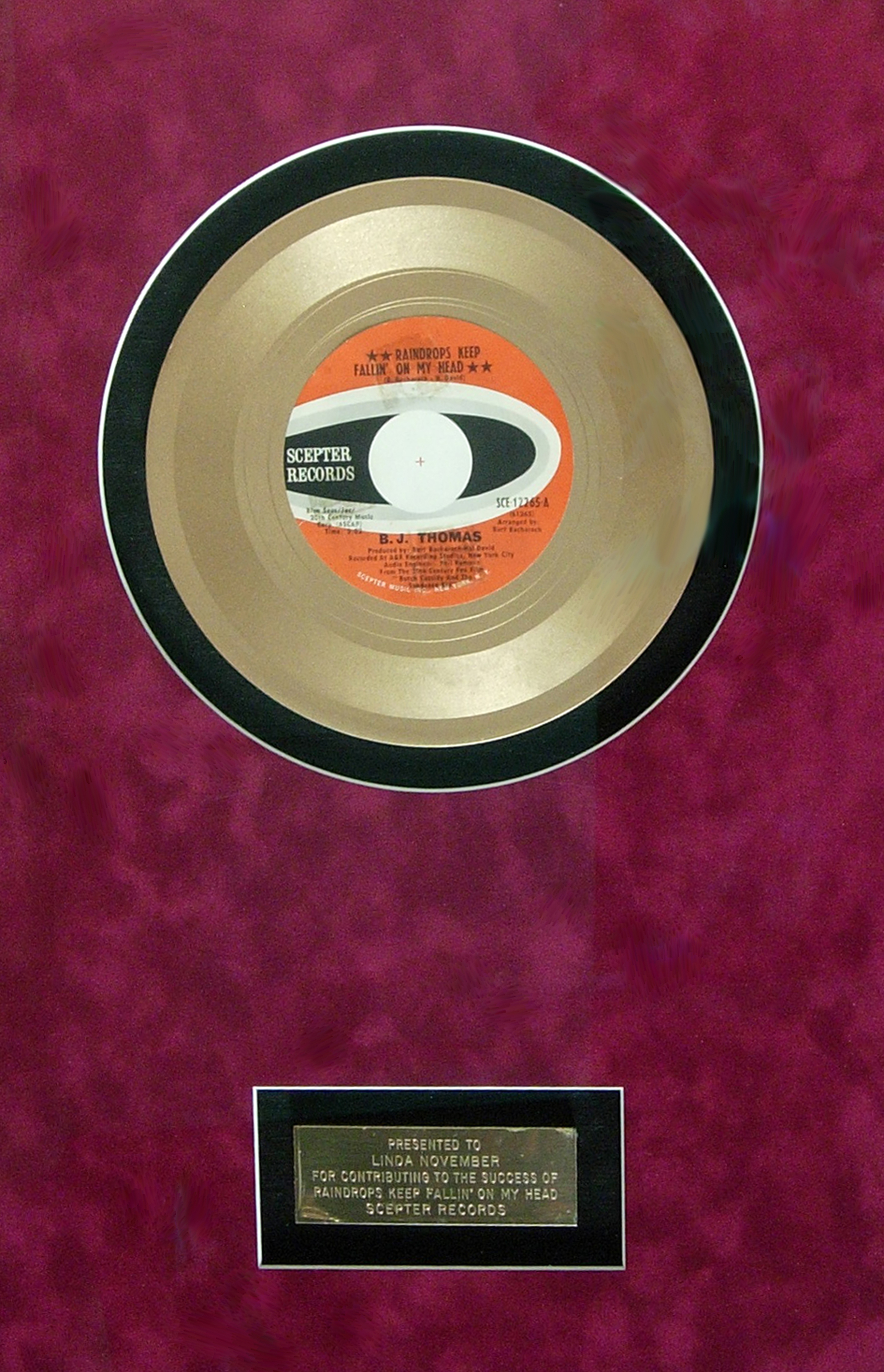
Đĩa vàng được trao tặng cho nữ ca sĩ hát phụ Linda November cho bài nhạc "Raindrops Keep Fallin' on My Head"

"Raindrops Keep Fallin' on My Head" là một bản nhạc được Hal David và Burt Bacharach viết vào năm 1969 cho phim Butch Cassidy and the Sundance Kid. 
Bài nhạc này được B. J. Thomas trình diễn và đã đoạt được giải Oscar cho ca khúc trong phim hay nhất. David và Bacharach cũng đạt được giải Oscar cho nhạc phim hay nhất. Đĩa đơn đã đứng hạng nhất trong bảng xếp hạng các bài nhạc tại Mỹ, Canada và Na Uy. Vào năm 2008, bản này với sự trình bày của B. J. Thomas đã đạt được hạng 85 của Billboard's Hot 100 All-Time Top Songs.

## Xếp hạng
Phiên bản của B. J. Thomas
| Chart (1969-70)                 | Peak position |
| ------------------------------- | ------------- |
| Australian Singles Chart        | 20            |
| Austria Top 40                  | 11            |
| Canadian RPM Top Singles        | 1             |
| Canadian RPM Adult Contemporary | 1             |
| Dutch Top 40                    | 28            |
| French Singles Chart            | 56            |
| German Singles Chart            | 40            |
| Irish Singles Chart             | 9             |
| Italian Singles Chart           | 31            |
| Norwegian Singles Chart         | 1             |
| New Zealand Singles Chart       | 3             |
| South African Singles Chart     | 1             |
| UK Singles Chart                | 38            |
| U.S. Billboard Hot 100          | 1             |
| U.S. Billboard Easy Listening   | 1             |
| U.S. Cash Box Top 100           | 1             |

Phiên bản của Johnny Farnham
| Chart (1970)             | Peak position |
| ------------------------ | ------------- |
| Australian Singles Chart | 1             |